# Microphorus
Microphorus is een geslacht van insecten uit de familie van de dansvliegen (Empididae), die tot de orde tweevleugeligen (Diptera) behoort.

## Soorten
- M. armipes Melander, 1928
- M. atratus Coquillett, 1900
- M. bilineata (Melander, 1902)
- M. cirripes Melander, 1940
- M. discalis Melander, 1940
- M. drapetoides Walker, 1849
- M. evisceratus Melander, 1940
- M. isommatus Melander, 1928
- M. obscurus Coquillett, 1903
- M. ravidus Coquillett, 1895
- M. ravus Melander, 1940
- M. robustus Melander, 1928
- M. strigilifer Melander, 1940
- M. sycophantor (Melander, 1902)
- M. tacomae Melander, 1940
- M. yakimensis Melander, 1928